# Liberec Open 2024
Il Liberec Open 2024, noto anche come Svijany Open per motivi di sponsorizzazione, è stato un torneo maschile di tennis professionistico. È stata l'11ª edizione del torneo, facente parte della categoria Challenger 75 nell'ambito dell'ATP Challenger Tour 2024, con un montepremi di 73 000 €. Si è giocato dal 29 luglio al 4 agosto 2024 sui campi in terra rossa del Liberecký tenisový klub di Liberec, in Repubblica Ceca.

## Partecipanti

### Teste di serie
| Nazionalità | Giocatore                 | Ranking* | Testa di serie |
| ----------- | ------------------------- | -------- | -------------- |
| Bolivia     | Hugo Dellien              | 141      | 1              |
| Stati Uniti | Nicolas Moreno de Alboran | 143      | 2              |
| Romania     | Filip Cristian Jianu      | 239      | 3              |
| Rep. Ceca   | Jiří Veselý               | 260      | 4              |
| Turchia     | Ergi Kırkın               | 262      | 5              |
| Francia     | Geoffrey Blancaneaux      | 269      | 6              |
| Svizzera    | Jérôme Kym                | 278      | 7              |
| Rep. Ceca   | Michael Vrbenský          | 279      | 8              |

* Ranking al 22 luglio 2024.

### Altri partecipanti
I seguenti giocatori hanno ricevuto una wild card per il tabellone principale:
- Martin Krumich
- Jan Kumstát
- Jakub Nicod

Il seguente giocatore è entrato in tabellone con il ranking protetto:
- Andrew Paulson

I seguenti giocatori sono entrati in tabellone come alternate:
- Ivan Gakhov
- Toby Kodat

I seguenti giocatori sono passati dalle qualificazioni:
- Jonáš Forejtek
- Juan Bautista Torres
- Martin Kližan
- Neil Oberleitner
- Oleg Prihodko
- Mili Poljičak

## Punti e montepremi
| Torneo    | Torneo              | V     | F     | SF    | QF    | 2T    | 1T  | Q | Q2  | Q1  |
| Singolare | Punti               | 75    | 44    | 22    | 12    | 6     | 0   | 4 | 2   | 0   |
| Singolare | Premi in denaro (€) | 9,880 | 5,820 | 3,450 | 2,000 | 1,165 | 720 | – | 360 | 185 |
| Doppio    | Punti               | 75    | 44    | 22    | 12    | –     | 0   | – | –   | –   |
| Doppio    | Premi in denaro (€) | 4,250 | 2,450 | 1,480 | 880   | –     | 500 | – | –   | –   |

## Campioni

### Singolare
Hugo Dellien ha sconfitto in finale  Elmer Møller con il punteggio di 5–7, 6–4, 6–1.

### Doppio
Jonáš Forejtek /  Michael Vrbenský hanno sconfitto in finale  Miloš Karol /  Tomáš Láník con il punteggio di 7–5, 6(5)–7, [10–4].